# Fredersdorf-Vogelsdorf
Fredersdorf-Vogelsdorf település Németországban, azon belül Brandenburgban. Lakosainak száma 14 742 fő (2023. december 31.). Fredersdorf-Vogelsdorf Schöneiche bei Berlin és Neuenhagen bei Berlin községekkel határos.

## Népesség
A település népességének változása:
| Lakosok száma | 12 801 | 13 104 | 14 310 | 14 476 | 14 613 | 14 742 |
|               | 2010   | 2015   | 2020   | 2021   | 2022   | 2023   |